# Harry Snelders
Henricus Adrianus Marie (Harry) Snelders (Hillegersberg 25 februari 1930) is een Nederlandse scheikundige en wetenschapshistoricus en emeritus hoogleraar geschiedenis van de natuurwetenschap aan de Universiteit Utrecht.

## Levensloop
Na de HBS B, studeerde Snelders scheikunde en geschiedenis van de natuurwetenschap aan de Vrije Universiteit Amsterdam. Op 7 november 1973 promoveerde hij aan de Universiteit Utrecht bij Reijer Hooykaas met het proefschrift, getiteld "De invloed van Kant, de romantiek en de "Naturphilosophie" op de anorganische natuurwetenschappen in Duitsland."
Na zijn studie is hij enige tijd leraar en als wetenschappelijk medewerker verbonden aan de Vrije Universiteit Amsterdam geweest en vanaf 1961 tot zijn emeritaat in 1995 aan de Rijksuniversiteit Utrecht. Van 1976-1982 was hij bijzonder hoogleraar aan de Landbouw Hogeschool Wageningen en vanaf 1977 gewoon hoogleraar geschiedenis van de natuurwetenschappen aan de Rijksuniversiteit Utrecht. Tevens was hij vanaf 1982 deeltijdhoogleraar aan de Vrije Universiteit.
Snelders schreef wetenschappelijke artikelen in zijn vakgebied, over onder andere Johannes Martin Bijvoet, Christophorus Buys Ballot, Hendrik Lorentz, Leonard Ornstein en Hans Christian Ørsted en meer in het Biografisch Woordenboek van Nederland.

## Publicaties, een selectie
- H.A.M. Snelders. De invloed van Kant, de romantiek en de Naturphilosophie op de anorganische natuurwetenschappen in Duitsland. Proefschrift Rijksuniversiteit Utrecht, 1973.
- H.A.M. Snelders en Klaas van Berkel (red.), Natuurwetenschappen van Renaissance tot Darwin : thema's uit de wetenschapsgeschiedenis. Den Haag : Nijhoff, 1981.
- H.A.M. Snelders, Klaas van Berkel en M.J. van Lieburg. Spiegelbeeld der Wetenschap: Het Genootschap ter bevordering van Natuur- Genees- en Heelkunde 1790-1990. Erasmus publishing Rotterdam, 1991.
- H.A.M. Snelders. Wetenschap en intuïtie. Het Duitse romantisch-speculatief natuuronderzoek rond 1800. Baarn: Ambo, 1994.
- H.A.M. Snelders. De geschiedenis van de scheikunde in Nederland. II. De ontwikkeling van chemie en chemische technologie in de eerste helft van de twintigste eeuw,  Delft, 1997.

### Over Harry Snelders
- Frans van Lunteren en Lodewijk Palm (red.) "De natuurwetenschappen in Nederland in de negentiende eeuw. Studies voor Harry Snelders." in Gewina. Tijdschrift voor de Geschiedenis der Geneeskunde, Natuurwetenschappen, Wiskunde en Techniek. 18 (1995), nr. 2.